# Liste des espèces d'érables
La liste des espèces d'érables (genre Acer) comprend plus de cent espèces. Celles ayant un feuillage persistant sont repérées par le signe #. Les espèces et sections éteintes sont signalées par le symbole †.

## Liste des espèces par sections et séries

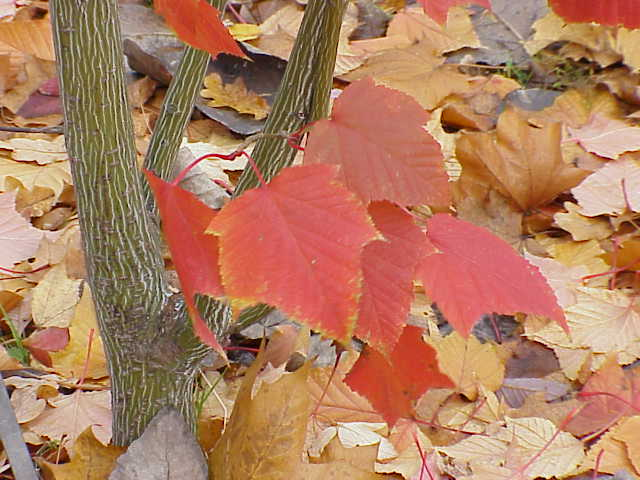
Érable jaspé de rouge (Acer capillipes).

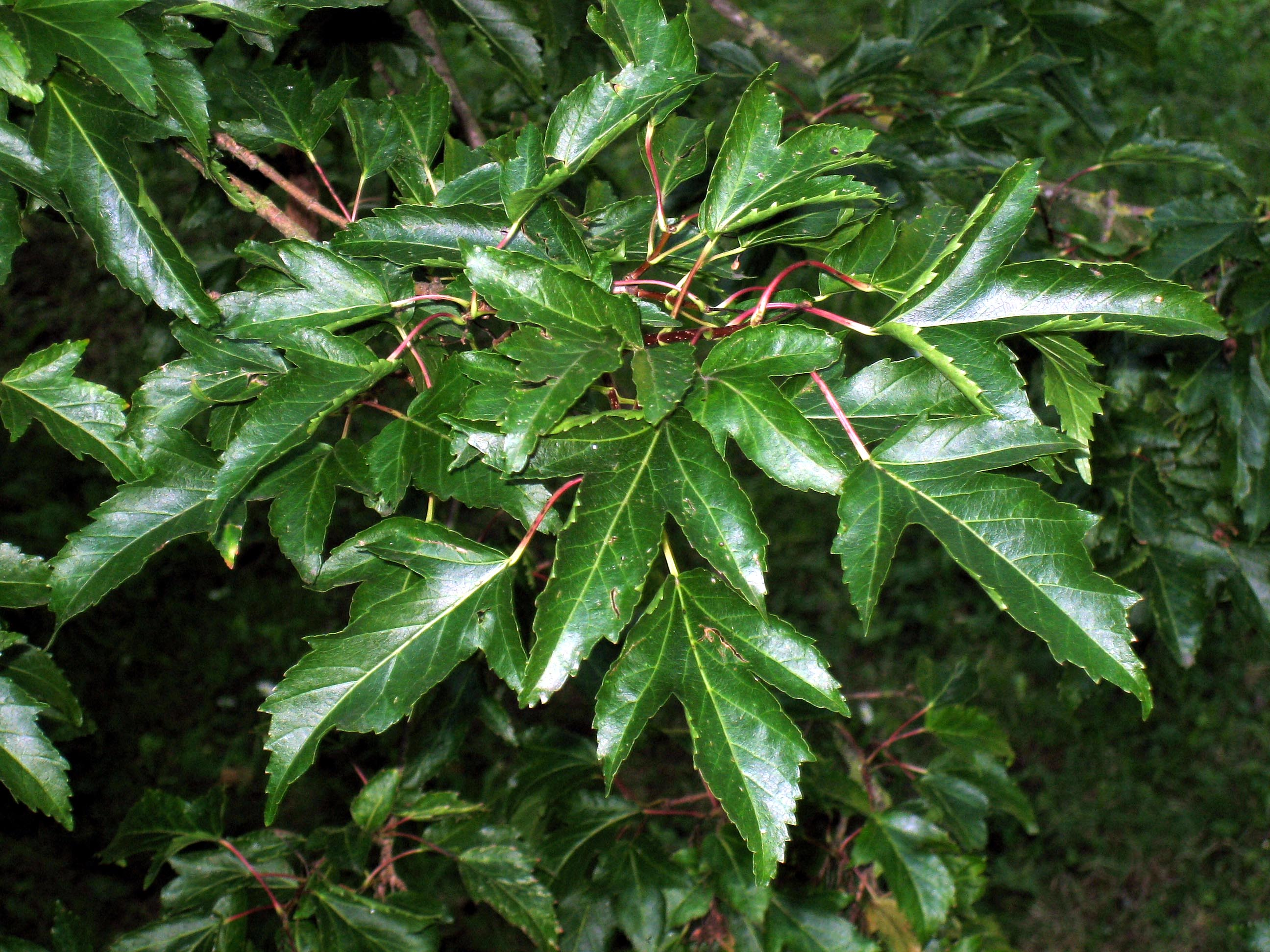
Érable de l’Amour (Acer ginnala)

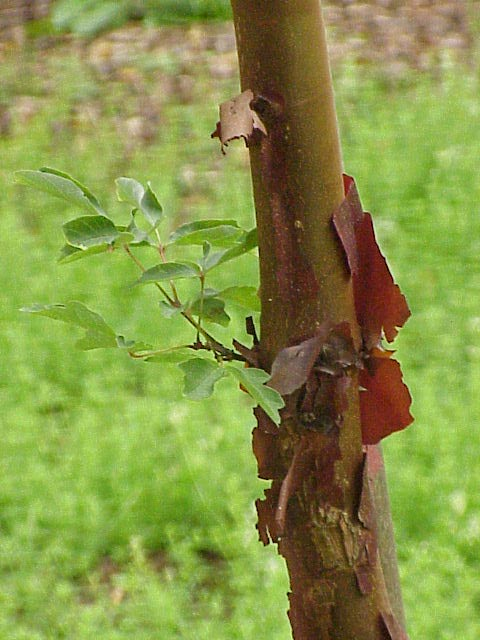
Érable à écorce de papier (Acer griseum)

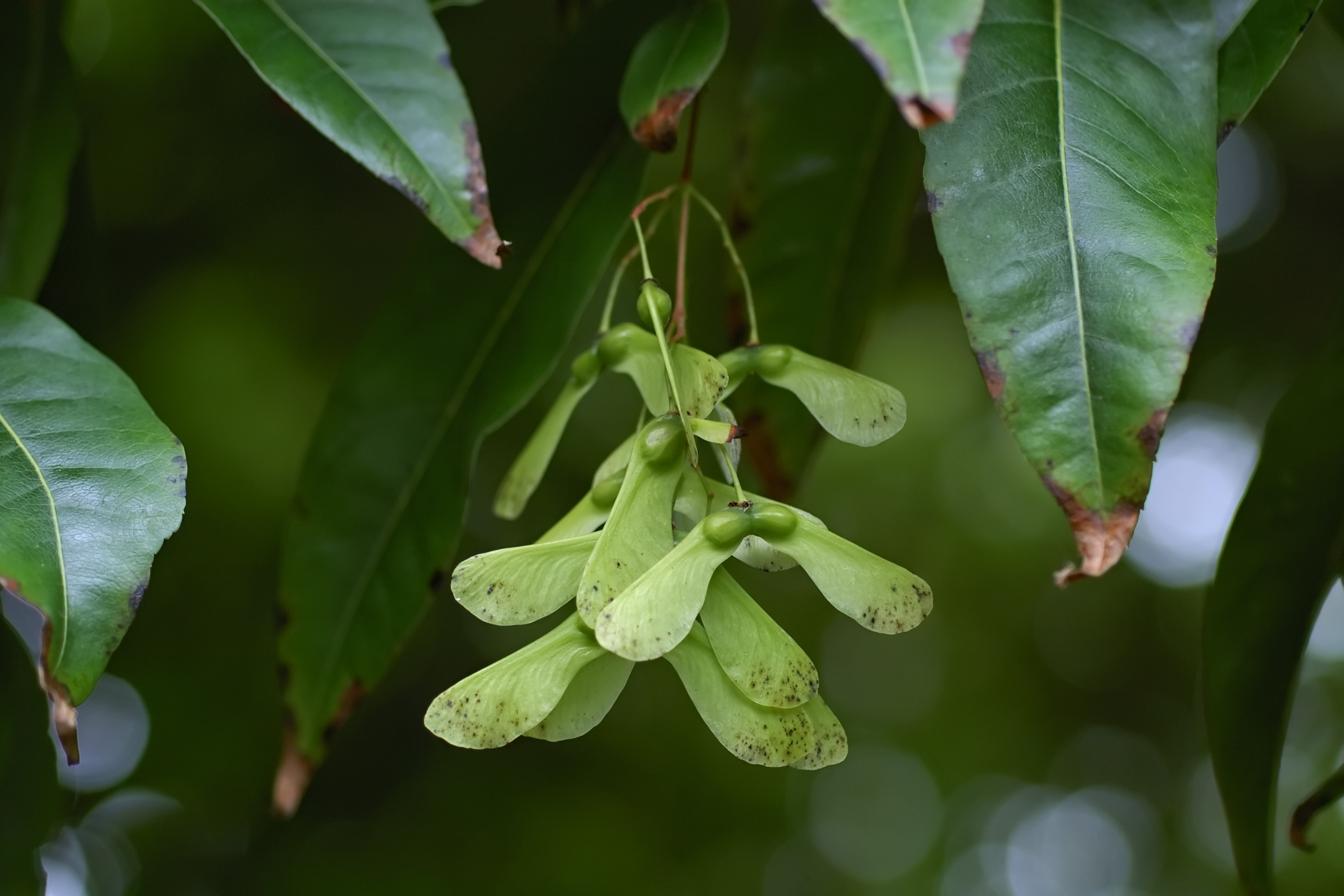
Samares dAcer laevigatum

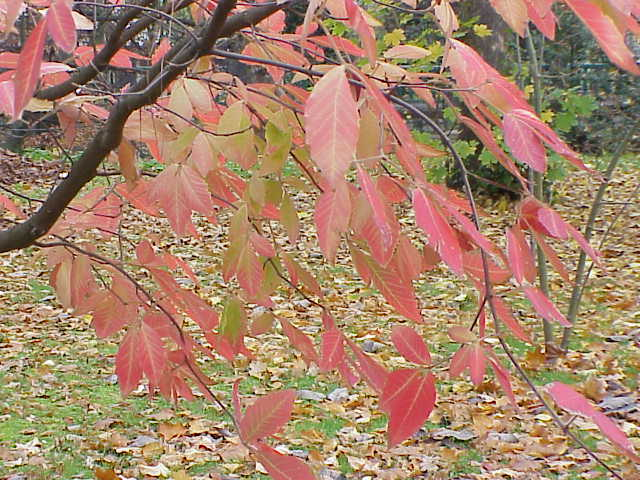
Acer maximowiczianum

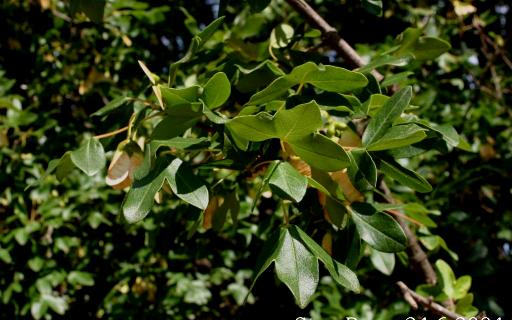
Érable de Montpellier (Acer monspessulanum)

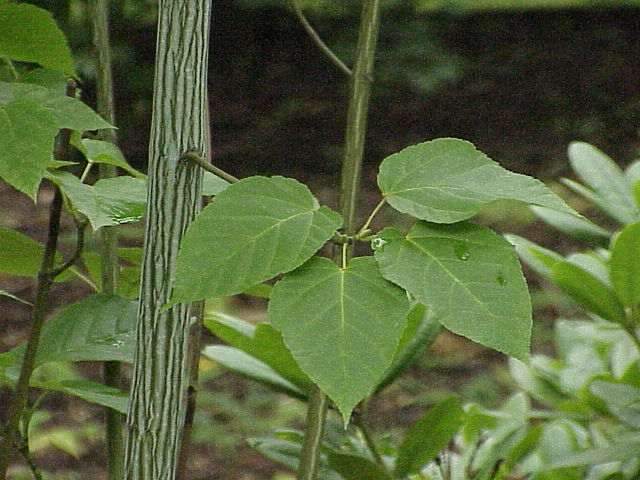
Acer davidii subsp. grosseri

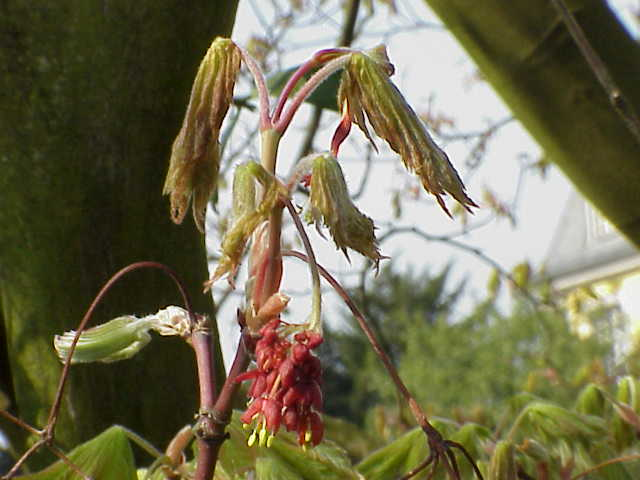
Érable du Japon (Acer japonicum)

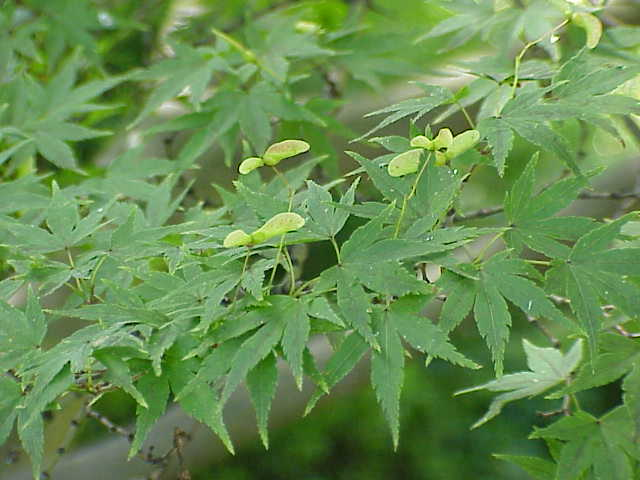
Érable palmé (Acer palmatum)

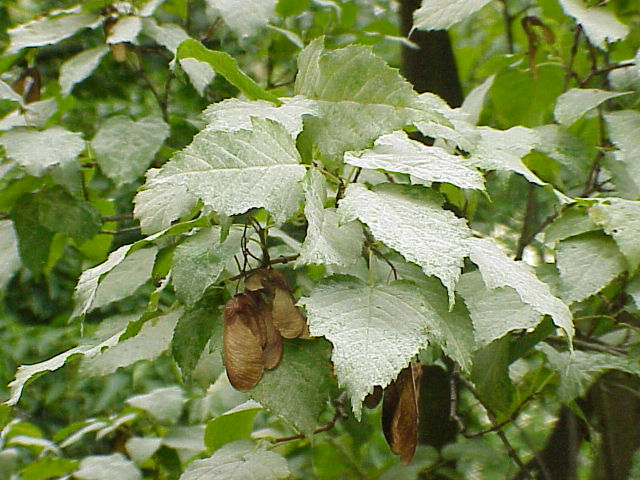
Érable de Tartarie Acer tataricum

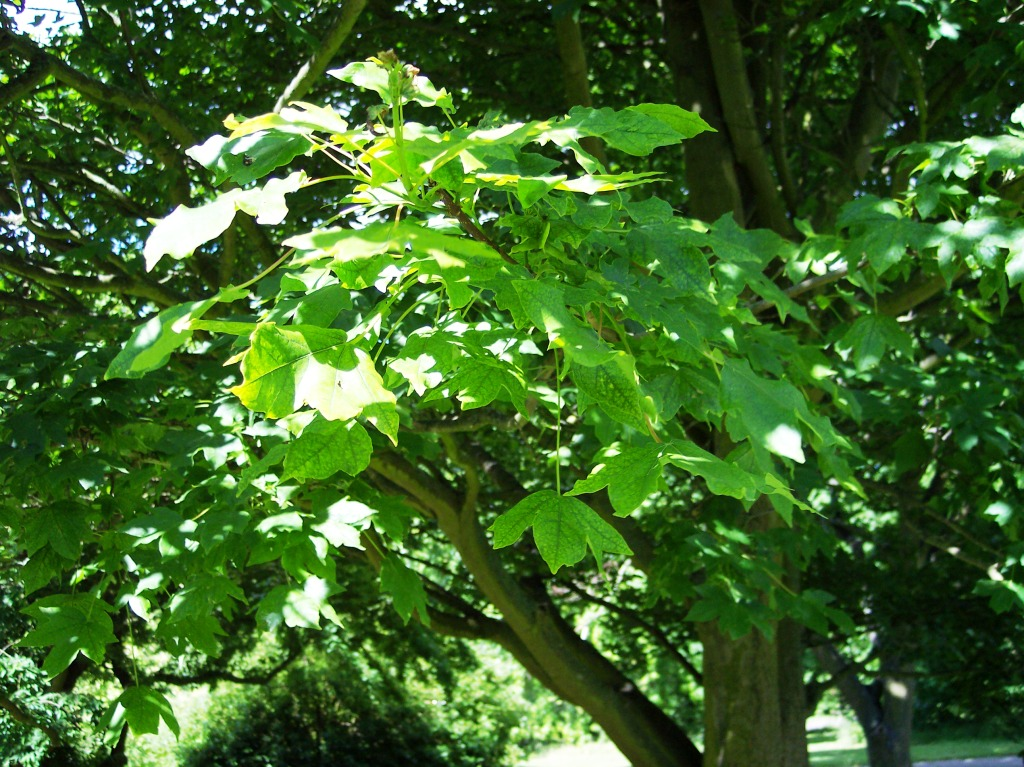
Acer zoeschense

### SectionAcer
- Série Acer
  - Acer caesium Wall. ex Brandis
  - Acer giraldii Pax – Érable de Girald
  - Acer heldreichii Orph. ex Boiss. – Érable des Balkans
  - Acer pseudoplatanus L. – Érable sycomore
  - Acer trautvetteri Medwed. – Érable de Trautvetter[1]
  - Acer vanvolxemii Masters Voir A. velutinum
  - Acer velutinum Boiss. – Érable velours
- Série Monspesulana
  - Acer granatense Boiss. –  Érable d'Espagne[2]
  - Acer hyrcanum Fisch. & Meyer – Érable des Balkans
  - Acer monspessulanum L. – Érable de Montpellier
  - Acer obtusifolium Sibthorp & Smith – # Érable de Syrie
  - Acer opalus Miller – Érable à feuilles d'obier
  - Acer opalifolium Villars Voir A. opalus
  - Acer sempervirens L. – # Érable de Crète
  - Acer syriacum Boiss. & Gaillardot Voir A. obtusifolium
  - Acer trilobatum Lamb. Voir A. monspessulanum
- Série Saccharodendron
  - Acer barbatum Michx. Voir A. floridanum
  - Acer floridanum (Chapm.) Pax – Érable de Floride[3]
  - Acer grandidentatum Torr. & Gray –[4]
  - Acer leucoderme Small – [5]
  - Acer nigrum Michx.f. – Érable noir [6]
  - Acer skutchii Rehder – Érable de Skutch[7]
  - Acer saccharum Marshall – Érable à sucre

### Section†Alaskana
- †Acer alaskense Wolfe & Tanai  (Paléocène inférieur, Vallée de la Matanuska, Alaska)[8]

### Section †Douglasa
- †Acer douglasense Wolfe & Tanai (Éocène inférieur, Cap Douglas (Alaska))[8]

### SectionGinnala
- Série Ginnala
  - Acer aidzuense Franch.[9]
  - Acer ginnala Maxim. –  Érable de l’Amour[10]
  - Acer semenovii Regel & Herder
  - Acer tataricum L. – Érable de Tartarie
- Series incertae sedis
  - †Acer ashwilli Wolfe & Tanai (Oligocène inférieur, Oregon central)[8]

### SectionGlabra
- Série Arguta
  - Acer acuminatum Wall. ex D.Don
  - Acer argutum Maxim.
  - Acer barbinerve Maxim.
  - †Acer ivanofense Wolfe & Tanai (Éocène supérieur to Early Oligocene, Meshik Volcanics, Alakska)[8]
  - Acer stachyophyllum Hiern – Érable à feuilles de bouleau
  - Acer tetramerum Pax Voir A. stachyophyllum
- Série Glabra
  - Acer glabrum Torr. – Érable nain
- Série incertae sedis
  - †Acer traini Wolfe & Tanai (Miocène inférieur à moyen, Ouest de l'Amérique du Nord)[8]

### SectionHyptiocarpa
- Série Hyptiocarpa
  - Acer garrettii Craib
  - Acer pinnatinervium Merrill
  - Acer laurinum Hassk. - #

### SectionIndivisa
- Série Indivisa
  - Acer carpinifolium Siebold & Zucc. – Érable à feuilles de charme

### SectionLithocarpa
- Série Lithocarpa
  - Acer diabolicum Blume ex Koch
  - Acer franchetii Pax[11]
  - Acer leipoense Fang & Soong
  - Acer pilosum Maxim.
  - Acer sinopurpurascens Cheng
  - Acer sterculiaceum Wall.
  - Acer villosum Wall. Voir A. sterculiaceum
  - Acer yangbiense Chen & Yang
  - Acer thomsonii Miquel
  - Acer kungshanense W. P. Fang & C. Y. Chang
  - Acer tsinglingense W. P. Fang & C. C. Hsieh
  - Acer lungshengense W. P. Fang & L. C. Hu
- Série Macrophylla
  - Acer macrophyllum Pursh – Érable à grandes feuilles

### SectionMacrantha
- Série Macrantha
  - Acer capillipes Maxim. – Érable jaspé de rouge
  - Acer caudatifolium Hayata
  - Acer crataegifolium Siebold & Zucc. – Érable à feuilles d'aubépine
  - Acer davidii Franch. – Érable du Père David
  - Acer forrestii Diels – Érable de Forrest[12]
  - Acer grosseri Pax – Érable de Grosser[13]
  - Acer hersii Rehder Voir A. grosseri
  - Acer komarovii Pojark. Voir A. tschonoskii
  - Acer laxiflorum Pax[14]
  - Acer micranthum Siebold & Zucc.
  - Acer morifolium Koidz.
  - Acer maximowiczii Pax – Érable de Maximowicz[15]
  - Acer pectinatum Wall. ex Nicholson
  - Acer pensylvanicum L.
  - Acer rubescens Hayata
  - Acer rufinerve Siebold & Zucc. – Érable rufinerve
  - Acer sikkimense Miq.
  - Acer tegmentosum Maxim.
  - Acer tschonoskii Murray
- Série incertae sedis
  - †Acer castorrivularis Wolfe & Tanai (Éocène supérieur, Beaver Creek Flora)[8]
  - †Acer clarnoense Wolfe & Tanai (Éocène supérieur, Formation de John Day)[8]
  - †Acer dettermani Wolfe & Tanai (Éocène supérieur - Oligocène inférieur, Meshik Volcanics)[8]
  - †Acer latahense Wolfe & Tanai (Miocène inférieur - Miocène tardif, Formations de Latah, Mascall, et Succor Creek)[8]
  - †Acer palaeorufinerve Tanai & Onoe (du Miocène au Pliocène, Asie orientale et Alaska)[8]

### SectionNegundo
- Série Cissifolia
  - Acer cissifolium (Siebold & Zucc.) Koch – Érable à feuille de vigne
  - Acer henryi Pax – Érable de Henry[16]
- Série Negundo
  - Acer negundo L. – Érable Négondo

### SectionPalmata
- Séries Palmata
  - Acer ceriferum Rehder
  - Acer circinatum Pursh – Érable circiné
  - Acer circumlobatum Maxim. Voir A. japonicum
  - Acer duplicatoserratum Hayata
  - Acer japonicum Thunb. – Érable japonais
  - Acer linganense Fang & Chiu
  - Acer palmatum Thunb. – Érable palmé
  - Acer pauciflorum Fang
  - Acer pubipalmatum Fang
  - Acer pseudosieboldianum (Pax) Komarov - Érable de Corée
  - Acer robustum Pax
  - Acer shirasawanum Koidz. – Érable de Shirasawa
  - Acer sieboldianum Miq. – Érable de Siebold
- Série Penninervia
  - Acer crassum Chu & Cheng
  - Acer erythranthum Gagnep.
  - Acer eucalyptoides Fang & Wu
  - Acer fabri Hance - #
  - Acer hainanense Chun & Fang Voir A. laevigatum
  - Acer kiukiangense Hu & Cheng
  - Acer laevigatum Hu & Cheng – #
  - Acer oligocarpum 
  - Acer sino-oblongum Metcalf
  - Acer wangchii Fang
- Série Sinensia
  - Acer calcaratum Gagnep.
  - Acer campbellii Hook.f. & Thomson ex Hiern – Érable de Campbell
  - Acer chapaense Gagnep.
  - Acer confertifolium Merril & Metcalf
  - Acer elegantulum Fang & Chiu
  - Acer erianthum Schwer.
  - Acer flabellatum Rehder[17]
  - Acer fenzelianum Hand.-Mazz. – Érable de Fenzl
  - Acer kweilinense Fang & Fang f.
  - Acer lampingense Fang & Fang f.
  - Acer mapienense Fang
  - Acer miaoshanicum Fang
  - Acer olivaceum Fang & Chiu
  - Acer oliverianum Pax – Érable de Oliver[18]
  - Acer schneiderianum Pax & Hoffman
  - Acer serrulatum Hayata Voir A. oliverianum
  - Acer shangszeense Fang & Soong
  - Acer sichourense Fang & Fang f.
  - Acer sinense Pax – Érable de Chine[19]
  - Acer sunyiense Fang
  - Acer taipuense Fang
  - Acer tonkinense Lecompte
  - Acer tutcheri Duthie
  - Acer wilsonii Rehder – Érable de Wilson[20]
  - Acer wuyuanense Fang & Wu
  - Acer yaoshanicum Fang

### SectionParviflora
- Série Caudata
  - Acer caudatum Wall.
  - Acer montanum Aiton Voir A. spicatum[21]
  - Acer spicatum Lamarck
  - Acer ukurunduense Trautvetter & Meyer – Érable d'Ukurundu[22]
- Série Distyla
  - Acer distylum Siebold & Zucc. – Érable à feuilles de tilleul
- Série Parviflora
  - Acer nipponicum Hara – Érable nipon
- Série incertae sedis
  - †Acer browni Wolfe & Tanai (Miocène inférieur-Miocène moyen; État de Washington, Oregon, Colombie-Britannique)[8]
  - †Acer smileyi Wolfe & Tanai (Oligocène tardif-Miocène moyen; Alaska, Idaho, Oregon, Nevada)[8]

### SectionPentaphylla
- Série Pentaphylla
  - Acer pentaphyllum Diels
- Série Trifida
  - Acer albopurpurascens Hayata Voir A. oblongum
  - Acer buergerianum Miq.
  - Acer cinnamomifolium Hayata Voir A. coriaceifolium
  - Acer cordatum Pax
  - Acer coriaceifolium Lév. - #  Érable à feuilles de charme
  - Acer discolor Maxim.[23]
  - Acer fengii Murray[24] - #
  - Acer lucidum Metcalf
  - Acer oblongum Wall. ex DC. - #
  - Acer paxii Franch. #
  - Acer shihweii Chun & Fang
  - Acer sycopseoides Chun
  - Acer yinkunii Fang
  - Acer yuii Fang

### SectionPlatanoidea
- Série Platanoidea
  - Acer ambiguum Dipp. Voir A. pictum
  - Acer amplum Rehder – Érable de Wilson [25]
  - Acer campestre L. – Érable champêtre
  - Acer cappadocicum Gled. – Érable de Cappadoce
  - Acer lobelii Ten. – Érable de Lobel[26]
  - Acer longipes Franch. ex Rehder
  - Acer miaotaiense P.C.Tsoong[27]
  - Acer miyabei Maxim. – Érable de Miyabe
  - Acer pictum Maxim.
  - Acer platanoides L. – Érable plane
  - Acer nayongense Fang
  - Acer tenellum Pax
  - Acer tibetense Fang
  - Acer truncatum Bunge

### SectionPubescentia
- Série Pubescentia
  - Acer fedschenkoanum Krishtofovich Voir A. pentapomicum
  - Acer pentapomicum Stewart ex Brandis
  - Acer pubescens Franch. Voir A. pentapomicum
  - Acer regelii Pax Voir A. pentapomicum

### Section †Republica
- †Acer republicense Wolfe & Tanai (Éocène inférieur, État de Washington)[8]

### Section †Rousea
- †Acer rousei Wolfe & Tanai (Éocène inférieur, Colombie-Britannique)[8]

### SectionRubra
- Série Rubra
  - Acer pycnanthum K.Koch
  - Acer rubrum L. – Érable rouge
  - Acer saccharinum L. – Érable argenté
- Série incertae sedis
  - †Acer kenaicum Wolfe & Tanai (Oligocène, groupe Kenai, Alaska)[8]
  - †Acer taurocursum Wolfe & Tanai (Éocène supérieur, Bull Run, Nevada)[8]
  - †Acer chaneyi Knowlton (de l'Oligocène au Miocène, Ouest des États-Unis)

### Section †Stewarta
- †Acer hillsi Wolfe & Tanai (Éocène inférieur, État de Washington)[8]
- †Acer stewarti Wolfe & Tanai (Éocène inférieur, Colombie-Britannique)[8]

### Section †Torada
- †Acer stonebergae Wolfe & Tanai (Éocène inférieur, État de Washington & Colombie britannique)[8]
- †Acer toradense Wolfe & Tanai (Éocène inférieur, État de Washington & Colombie britannique)[8]
- †Acer washingtonense Wolfe & Tanai (Éocène inférieur, État de Washington)[8]

### SectionTrifoliata
- Série Grisea
  - Acer griseum (Franch.) Pax – Érable à écorce de papier
  - Acer maximowiczianum Miq.
  - Acer nikoense Maxim. Voir A. maximowiczianum
  - Acer triflorum Komarov – Érable à trois fleurs
- Série Mandshurica
  - Acer mandshuricum Maxim. – Érable de Mandchourie
  - Acer sutchuenense Franch.

### SectionWardiana
- Série Wardiana
  - Acer wardii W.W.Smith

## Hybrides
- Acer × bormuelleri Borbas (A. monspessulanum × A. campestre ou A. opalus)
- Acer × boscii Spach (A. monspessulanum × A. tataricum or A. pensylvanicum × A. tataricum, possibly A. tataricum  × A. campestre)
- Acer × conspicuum van Gelderen & Otterdoom (A. davidii × A. pensylvanicum)
- Acer × coriaceum Bosc ex Tausch (A. monspessulanum × A. opalus' ssp. obtusatum)
- Acer × dieckii van Gelderen & Otterdoom Voir A. platanoides[28]
- Acer × durrettii Pax Voir A. × coriaceum
- Acer × freemanii Murray (A. rubrum × A. saccharinum)
- Acer × hillieri Lancaster (A. miyabei × A. cappadocicum 'Aureum')
- Acer × hybridum Bosc Voir A. pseudoplatanus
- Acer × martinii Jordan (A. monspessulanum × A. opalus)
- Acer × pseudo-heldreichii Fukarek & Celjo (A. pseudoplatanus × A. heldreichii)
- Acer × ramosum Jordan (A. monspessulanum × A. opalus)
- Acer × rotundilobum Schwer. Voir A. × coriaceum
- Acer × schwerinii Pax (uncertain, maybe A. crataegifolium × A. rufinerve)
- Acer × zoeschense Pax (A. campestre ×  A. cappadocicum ou A. lobelii)[29]